# Ameiva griswoldi
Ameiva griswoldi är en ödleart som beskrevs av  Barbour 1916. Ameiva griswoldi ingår i släktet Ameiva och familjen tejuödlor. Inga underarter finns listade i Catalogue of Life.

## Bildgalleri

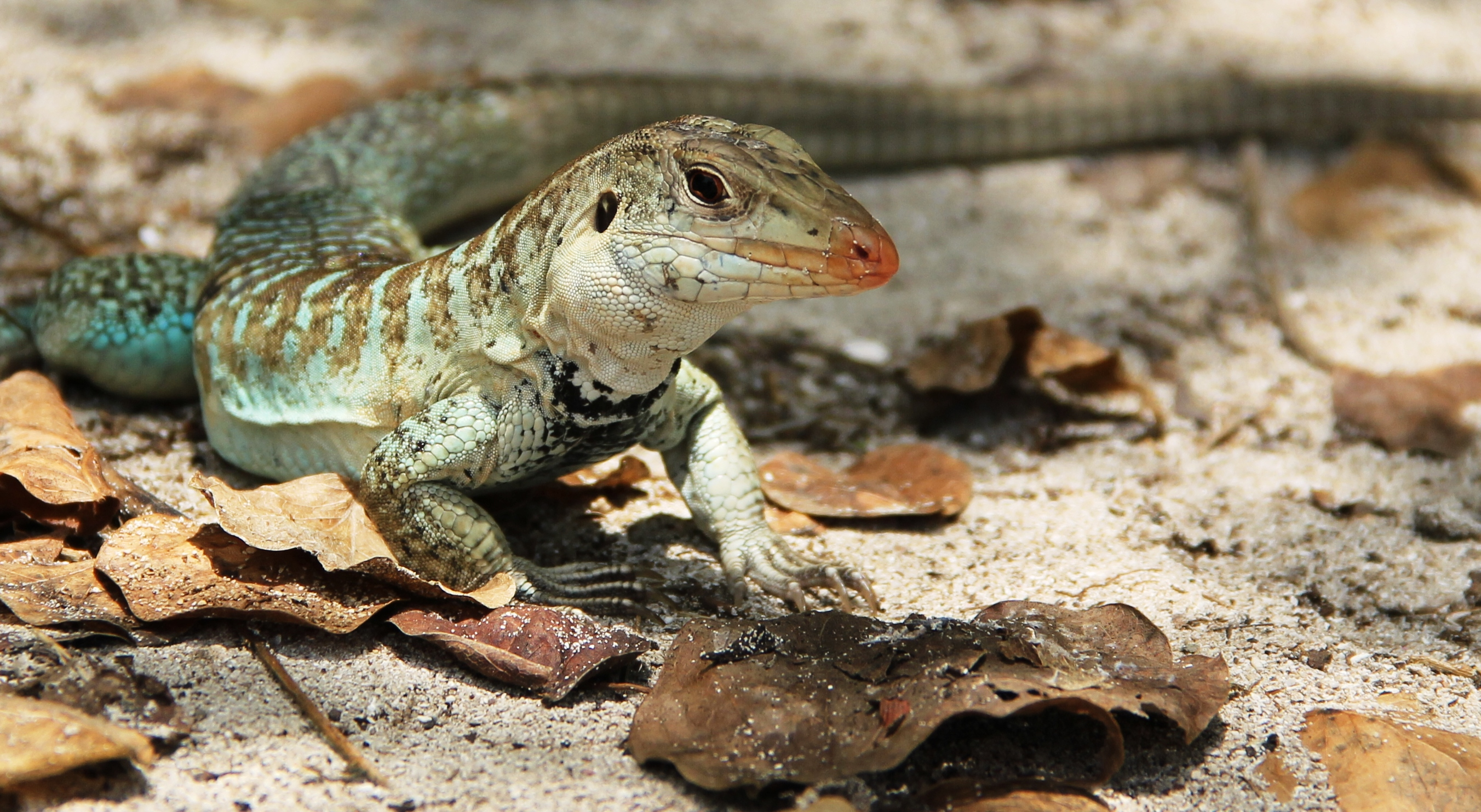